# Plads til begejstring
Plads til begejstring er Gnags' 12. studiealbum, udgivet i 1986. Det er produceret af Karl Pitterson, som også producerede Safari fra 1982. Albummet er især kendt for nummeret "Danmark", der bl.a. kan ses som en opfordring til at vise større åbenhed i Danmark overfor fremmede og overfor input udefra. Hertil bidrager bl.a. omkvædet: "Lige meget hvem du er / lige meget hvor du er / så velkommen her". Sangen blev et stort hit i 1986. Den blev senere medtaget Højskolesangbogen.
I coveret er trykt en ekstra tekst, "Gider ikke ta' hjem", der ikke optræder som musiknummer på albummet.

## Numre

### Side 1
1. "Onkel Æsge" (4:42)
2. "Sensommer på strøget" (3:58)
3. "Danmark" (4:15)
4. "Ritas Rock'n roll band" (3:33)
5. "Disco Dadacoco" (3:33)

### Side 2
1. "Kysser farvel" (4:11)
2. "Kærlighedens mine" (3:37)
3. "Lirehaven" (4:26)
4. "Jeg går og leder efter dig" (3:56)
5. "Gå altid tilbage til en fuser" (4:11)